# Municipio de Saratoga (Arkansas)
El municipio de Saratoga (en inglés: Saratoga Township) es un municipio ubicado en el condado de Howard en el estado estadounidense de Arkansas. En el año 2010 tenía una población de 214 habitantes y una densidad poblacional de 3,85 personas por km².

## Geografía
El municipio de Saratoga se encuentra ubicado en las coordenadas 33°46′10″N 93°52′58″O / 33.76944, -93.88278. Según la Oficina del Censo de los Estados Unidos, el municipio tiene una superficie total de 55.64 km², de la cual 47,86 km² corresponden a tierra firme y (13,99 %) 7,78 km² es agua.

## Demografía
Según el censo de 2010, había 214 personas residiendo en el municipio de Saratoga. La densidad de población era de 3,85 hab./km². De los 214 habitantes, el municipio de Saratoga estaba compuesto por el 47,2 % blancos, el 45,79 % eran afroamericanos, el 0,93 % eran amerindios, el 2,34 % eran asiáticos, el 0,93 % eran de otras razas y el 2,8 % eran de una mezcla de razas. Del total de la población el 0 % eran hispanos o latinos de cualquier raza.